# Hænderne Fulde
Hænderne Fulde (original engelsk titel: Full House, original dansk titel: Fuldt Hus) er en amerikansk komedieserie/sitcom. Serien er optaget i 8 sæsoner fra 1987 til 1995. 
Serien blev først vist i Danmark på Kanal 2 og KabelNet under titlen Fuldt Hus (direkte oversat fra den engelske titel Full House), men da den titel kom i konflikt med et andet tv-program under samme navn, blev serien relanceret under den danske titel Hænderne Fulde. Serien har siden kørt på TvDanmark og Kanal 5, og nu på TV3. I hvert afsnit er der et "problem" som altid bliver løst i slutningen af afsnittet. Hvert afsnit varer omkring 22 minutter, og der er ca. 24 afsnit i hver sæson.
Netflix har lavet et spin-off på serien Fuller house (på dansk: Hænderne endnu mere fulde). Denne serie centrere sig om D.J., Stephanie og Kimmy Gibbler. Mary-kate og Ashley olsen er ikke med, fordi at de var kommet videre med deres karriere.

## Plot
Serien foregår i San Francisco hvor tv-værten Danny Tanner (Bob Saget) er blevet enkemand med tre børn, efter hans hustru (Pam) er omkommet i en bilulykke (det er sket før seriens start, man ser hende dog i enkelte tilbageblik). For at hjælpe med de tre børn flytter to af Dannys gode venner ind: Jesse (bror til Dannys afdøde hustru) og Joey (gammel ven siden folkeskolen). Jesse og Joey er henholdsvis musiker og stand-up-komiker. De tre børn er D.J. (Donna Jo) Tanner, Stephanie Tanner og Michelle Tanner. Michelle Tanner spilles (på skift) af tvillingerne Mary-Kate og Ashley Olsen der fik deres gennembrud i serien. Ved seriens start er Michelle kun en baby, og de to Olsen-tvillinger har derfor haft et af de tidligste karriere-gennembrud i showbiz-historien.
I seriens start er meget koncentreret om Danny Tanner og de tre små piger. Senere får Jesse og Joey mere plads i serien, og de udvikler sig, får gang i deres karriere etc. – ligesom flere bipersoner kommer ind og får meget plads.

## Medvirkende
De vigtigste bipersoner er:
- Rebecca "Becky" Donaldson, Danny Tanners medvært på morgen-tv-programmet "Wake Up San Francisco" der bliver gift med Jesse og sammen får tvillingerne Nicky og Alex
- Kimberly "Kimmy" Gibbler, nabodatter og veninde med D.J. Tanner
- Vicky Larson, Dannys kæreste i et par sæsoner
- Steve, D.J.'s kæreste (sæson 6-7)
- Nicky og Alex sønner af Rebecca Donaldson Katsopolis og Jesse Katsopolis